# Louis Legrand (théologien)
Pour les articles homonymes, voir Louis Legrand et Legrand.
Louis Legrand, né le 12 juin 1711 à Lusigny et mort le 21 juillet 1780 à Issy-les-Moulineaux, est un théologien français.

## Biographie
Legrand fit ses études d’abord à Autun, puis à Paris, et fut envoyé, encore fort jeune, pour professer la philosophie à Clermont. On le rappela ensuite à Paris pour suivre son cours de licence, qu’il termina en 1740. Sa mémoire, son application, son jugement et ses connaissances fixèrent sur lui l’attention, mais le peu de facilité qu’il avait à s’énoncer fut cause qu’il n’eut pas les premières places, quoiqu’il fût sans comparaison le plus fort théologien de son cours.
Entré dans la congrégation de Saint-Sulpice, il fut successivement professeur de théologie à Cambrai et à Orléans, puis appelé à Paris, où il fut reçu docteur, et ensuite maître des études au séminaire de Saint-Sulpice.  Il fit toute sa vie une étude particulière de la théologie, et publia divers traités sur cette matière, tous en latin : 1° Traité de l’incarnation du Verbe divin, 1750, 2 vol., sous le nom de Tournely ; réimprimé en 3 volumes en 1774 ; 2° une nouvelle édition des Leçons théologiques sur Dieu et ses attributs, composées à l’origine par Lafosse, préfet des études à Saint-Sulpice avant Montagne, et attribuées de même à Tournely. Legrand les augmenta beaucoup et les fit paraître en 1751, 2 vol. in-12. 3° Traité de l’Église, 1779, in-8°. Il n’en a paru que le premier volume, l’auteur étant mort peu après. 4° De l’existence de Dieu, 1812, in-8°. Ce traité est posthume, et comprend deux dissertations, l’une sur l’athéisme en général et l’autre sur l’existence de Dieu. Ce devait être le commencement d’un grand ouvrage sur la religion, que l’auteur n’a pu terminer. Il a laissé seulement quelques dissertations destinées à suivre les deux dont nous venons de parler, et que l’on publiera peut-être quelque jour. Il écrivit aussi en français. Il fut chargé de revoir et il enrichit de plusieurs additions le Rituel de la paroisse d’Auch, publié en 1751. On y conserve de Legrand, en manuscrit, une défense de l’Abrégé de la théologie morale de Collet, contre une dénonciation faite par des curés à l’évêque de Troyes. Legrand avait cru devoir justifier un livre dont on faisait usage dans le séminaire de Saint-Sulpice ; mais Collet ayant répondu lui-même à ses adversaires, le modeste docteur ne publia pas son travail, qui porte le titre d’Examen de la dénonciation de l’Abrégé de la théologie morale de M. Collet, adressée par cent onze chanoines, curés ou vicaires à M. l’évêque de Troyes, et datée du 20 septembre 1764.
Legrand jouissait, dans la faculté de théologie, d’une grande réputation de sagacité et de lumières. Consulté de tous côtés, de vive voix et par lettres, il ne put se livrer assidûment à la composition. Sa correspondance était fort étendue. On trouve une de ses lettres imprimée dans le tome 1er du Traité théologique sur l’homme tombé et réparé, par Leclerc de Beauberon, 1777. Le syndic de la faculté, l’abbé Riballier, ne faisait rien sans consulter Legrand. Chargé, en 1768, d’examiner, comme censeur royal, une Collection de thèses soutenues en différents lieux, et qui étaient favorables à un certain parti, il se réunit à ce savant docteur pour y joindre des notes, qui rectifiaient quelques principes outrés et quelques expressions dures de ces thèses. Ces notes ayant été critiquées, Legrand les défendit par trois lettres écrites en 1769 et en 1770, et où il montre la différence qui se trouvait entre la doctrine des augustiniens d’Italie et celle des appelants de France.
Legrand a rédigé la plupart des censures portées de son temps par la faculté de théologie contre différents ouvrages. C’est ainsi qu’il fut l’auteur de la censure qui parut en 1762 et en 1763 contre la deuxième et la troisième partie de l’Histoire du peuple de Dieu du P. Berruyer. Il fut également chargé de la censure de l’Émile en 1762, et il la soutint par six lettres datées de juin 1763, et par des observations en réponse aux Nouvelles ecclésiastiques qui l’avaient attaquée. Ce fut encore lui qui rédigea la censure de Bélisaire, et l’on sait d’une manière très positive que dans le temps même qu’il relevait avec une juste sévérité les erreurs de cet ouvrage, il rendit de bons offices à son auteur, et en agit avec lui avec beaucoup de politesse et d’égards. Il montra la même modération pour Buffon, lorsque celui-ci donna en 1779 les Époques de la nature, et il fut d’avis de se contenter d’une nouvelle déclaration du célèbre naturaliste, qui fut publiée dans des actes adressés à tous les évêques.
Tombé malade peu de temps après, il se fit transporter à la maison du séminaire, où il mourut, âgé de 69 ans. Aussi modeste que savant, éloigné de toute ambition, toujours appliqué au travail, il n’avait d’autre désir que de se rendre utile à l’Église et à la jeunesse qu’il était chargé de diriger. Sous des dehors simples et communs, il cachait un sens exquis, des connaissances très étendues, une tête véritablement forte. Ses réponses sur les questions les plus délicates étaient sages et lumineuses. Sa piété était solide et vraie, son caractère bon et conciliant, son commerce aussi sûr qu’agréable, et il a laissé des souvenirs précieux à ses amis et à ses disciples. On trouve un Précis de sa vie à la tête de son traité De existentia Dei.

## Publications
- Traité de l’incarnation du Verbe divin, 1750, 2 vol. ; réimprimé en 3 volumes en 1774 ;
- Leçons théologiques sur Dieu et ses attributs, 1751, 2 vol. in-12 ;
- Traité de l’Église, 1779, in-8° ;
- De l’existence de Dieu, 1812, in-8° ;
- Rituel de la paroisse d’Auch, 1751.

## Sources
- Louis-Gabriel Michaud, Biographie universelle ancienne et moderne, t. 23, Paris, C. Desplaces, 1859, p. 637-8.